# Alfred Nobels torg
Alfred Nobels torg är beläget i centrala Karlskoga. Torget omges av Karlskoga stadshus (även känt som Hotel Alfred Nobel), Ekmansbacken, kvarteret Råkan och Karlskoga stadsbibliotek.
Torget har fått sitt namn som en hyllning till Alfred Nobel som också står staty på torget.

## Utbudet
I anslutning till Alfred Nobel fanns tidigare en filial av affärskedjan EPA. Det finns även flera restaurang- och butikskedjor. Bland dem märks kafékedjan Espresso House, delikatessbutiken Ekmans på Torget och snabbmatskedjan Subway.